# 吉瑪·沃德
吉瑪·沃德（英語：Gemma Ward；1987年11月3日—），澳洲超級名模及女演員。她是2000年代红极一时的超模。吉瑪是普拉達（Prada）的代言人，亦是娃娃脸（Doll-face）模特的代表。

## 個人生平
吉瑪生于澳洲柏斯，她是Gary Ward與Claire Ward的第二個小孩。她姐姐蘇菲也是模特兒，吉瑪還有一對雙胞胎弟弟，奧斯卡及亨利。她曾就讀於西澳的Presbyterian Ladies' College和Shenton College。

## 模特兒事業
2002年，她參加了柏斯的超模比賽。雖然很多人覺得她很可愛，但是她連初賽也沒有通過。然而經過那次比賽後，讓很多人開始注意她。此後，吉瑪陸續受到一些知名攝影師的邀約，拍攝一些時裝照片。
吉瑪是娃娃臉模特兒世代的開創人，她以澄澈的碧眼，飄逸的金髮，小巧的臉蛋，修長的四肢著稱。吉瑪於2004年登上Vogue九月號的封面，成為當時最年輕登上Vogue封面的模特兒。她曾登上Vogue，British Vogue，Vogue Paris，Vogue Japan，Vogue China，Australian Vogue，Vogue Korea，Teen Vogue，Indian Vogue，Numero，i-D Magazine等的封面。2003年9月，她跟著名的模特兒公司IMG簽約，IMG便把吉瑪走天橋秀的影帶送給了Prada。吉瑪的樣子讓Prada公司驚歎，接着就讓吉瑪替主線Prada及副線Miu Miu做御用模特兒走天橋，自有了「時裝教母」Prada的重用後，吉瑪便接得多個合約。吉瑪曾為Valentino，Calvin Klein，Dolce & Gabbana，Hermes，Dior，Balenciaga，Yves Saint Lauren，Jil Sander，Burberry，Kose，Swarovski等名牌代言廣告。她曾多次為Chanel，Dolce & Gabbana，Dior，Vera Wang，Oscar de la Renta，Versace，Alexander McQueen，Jean Paul Gaultier，Celine，Karl Lagerfeld，Valentino等品牌走秀。2008年，她是由攝影大師Patrick Demarchelier拍攝的Pirelli calendar的模特兒之一。
吉瑪被Vogue Paris譽為二千年代的三十位頂尖超模之一。她現居於Models.com的Industry Icon行列。2007年7月，吉瑪在過去十二個月估計共賺取三百萬美元，《福布斯》列舉全世界15名最賺錢模特兒，吉瑪獲排名第10。
在2008年，吉瑪急流勇退，轉向發展電影事業。她缺席2008年至2013年的時裝週。
直到2013年，吉瑪與IMG Models Australia簽署合約，重返時尚界。2014年九月，她為Prada時裝展開場走秀，並代言其2015年春夏廣告。同年12月，吉瑪登上Australian Vogue的55週年封面及內頁。2016年，她登上Australian Vogue的一月號封面。

## 個人生活
吉瑪現居紐約。2013年，吉瑪和配偶David Letts誕下女兒，名為Naia。她有很多好友，如名模莉莉·當勞遜（Lily Donaldson）、黛莉亞·維寶莉（Daria Werbowy）及莉莉·高爾（Lily Cole）。

## 電影作品
| 年份   | 作品名稱                      | 角色           | 附註                                     |
| ------ | ----------------------------- | -------------- | ---------------------------------------- |
| 2001年 | Pink Pyjamas                  | Heidi          | 首次參與電影演出                         |
| 2008年 | The Black Balloon             | Jackie Masters |                                          |
| 2008年 | 陌路狂殺                      | Dollface       |                                          |
| 2011年 | 加勒比海盗－神鬼奇航4：幽靈海 | Tamara         | 人魚                                     |
| 2013年 | 大亨小傳                      | Languid Girl   | 客串角色，沒有姓名，猜測蓋茲比曾殺過人。 |

## 外部連結
- 吉瑪·沃德的Instagram帳戶
- 吉瑪·沃德在互联网电影资料库（IMDb）上的資料（英文）
- 吉瑪·沃德於模特兒目錄（Fashion Model Directory）的相關資料
- Gemma Ward[] at The FrontRowView.com

| 前任： 黛莉亞·維寶莉 | 超級名模世界排名歷年第一位 2006-2007 | 繼任： 慧卡·芝瑪曼 |